# Marguerite Davis
Pour les articles homonymes, voir Davis.
Marguerite Davis (16 septembre 1887 - 19 septembre 1967) est une biochimiste américaine, codécouvreuse des vitamines A et B avec Elmer Verner McCollum en 1913. Leurs recherches ont grandement influencé les recherches ultérieures sur la nutrition.

## Vie personnelle
Marguerite Davis naît le 16 septembre 1887 à Racine, dans le Wisconsin, de Jefferson J. Davis, médecin et botaniste local, qui enseignait à l'université du Wisconsin. Dans son autobiographie de 1964, McCollum déclare que Davis était physiquement handicapée par les graves brûlures qu'elle reçoites à l'âge de dix ans alors qu'elle jouait à un feu de joie lorsque ses vêtements ont pris feu.
Son parcours et ses intérêts scientifiques l'amènent à s'inscrire à l'Université du Wisconsin en 1906. En 1908, elle est transférée à l'Université de Californie à Berkeley et obtient sa licence en arts ménagers en 1910. Après avoir obtenu son diplôme, elle retourne à l'Université du Wisconsin où elle effectue quelques travaux de second cycle, mais n'obtient pas de master. À l'Université du Wisconsin, elle commence à travailler comme assistante de recherche avec McCollum
En 1940, Marguerite Davis prend sa retraite et retourne dans sa ville natale de Racine pour vivre avec son frère, John Archibald " Archie " Marguerite Davis, dans leur maison familiale. Davis s'est adonnée à l'histoire et au jardinage après sa retraite, et est active dans les affaires civiques locales. Elle est reconnue pour ses contributions en tant que leader civique par le Conseil civique des femmes de Racine en 1958 Davis meurt à Racine trois jours après son quatre-vingtième anniversaire, le 19 septembre 1967.

## Découverte des vitamines A et B
Marguerite Davis travaille comme assistant pour McCollum, s'occupant d'une importante colonie de rats et contribuant à son expansion. Marguerite Davis a aidé McCollum à réaliser "dix fois ou plus d'expériences que [lui] seul pouvait gérer" Ils tentaient de créer des mélanges qui pourraient remplacer les aliments dans les régimes alimentaires des animaux, en étudiant spécifiquement les traces de produits chimiques dans les aliments qui sont essentiels à la vie. Ces substances ont été appelées "vitamines", car ils ont émis l'hypothèse qu'elles étaient la molécule organique "amines".
En 1913, Marguerite Davis et McCollum identifient ce qu'ils ont appelé le "A liposoluble", une substance présente dans les graisses et essentielle à la vie. Ils l'ont distinguée d'une autre substance décrite par le chimiste néerlandais Christiaan Eijkman, qu'ils ont étudiée et appelée "B hydrosoluble." Ces dernières ont ensuite été rebaptisées vitamines A et B, après de longues recherches sur des rats. Sa découverte de deux vitamines a ouvert la voie à de nouvelles recherches en nutrition.
Leur découverte de la vitamine A liposoluble et de la vitamine B hydrosoluble est publiée pour la première fois dans le Journal of Biological Chemistry en 1913 dans l'article The Necessity of Certain Lipids in the Diet during Growth,.
Dans son autobiographie de 1964, McCollum attribue son succès dans la recherche sur la nutrition à deux personnes : Marguerite Davis et Stephen Moulton Babcock. Marguerite Davis travaille dans le laboratoire de McCollum de 1909 à 1916. McCollum demandait chaque année un salaire pour Marguerite Davis, mais cela lui est refusé jusqu'à sa dernière année. Elle n'a pas été payée pendant 5 ans, et reçoit 600 $ lors de sa sixième et dernière année Après le départ de Davis de Madison, la colonie de rats que Davis a contribué à construire et à soigner est prise en charge par Nina Simmonds de 1916 à 1929.

## Carrière
Marguerite Davis a fondé le laboratoire de nutrition de l'université du Wisconsin. Elle s'installe brièvement dans le New Jersey pour travailler pour la Squibb Pharmaceutical Company et aide ensuite l'Université Rutgers à créer un laboratoire de nutrition dans le cadre de sa Ernest Mario School of Pharmacy. En 1940, elle retourne à l'université du Wisconsin pour y enseigner et faire de la recherche pendant plusieurs années.[réf. nécessaire]